# شيانوي
شيانوي (بالصينية: 宣威) هي مدينة على مستوى المقاطعة تقع في شمال شرق مقاطعة يونان, بالصين على الحدود مع مقاطعة غويتشو إلى الشرق. تقع تحت إدارة مدينة تشوجينغ على مستوى المقاطعة.

## الثقافة
تشتهر المدينة بأن طبق «شيانوي هام» يعود أصله من شيانوي.

## المناخ
| البيانات المناخية لـشيانوي(1981−2010)     | البيانات المناخية لـشيانوي(1981−2010) | البيانات المناخية لـشيانوي(1981−2010) | البيانات المناخية لـشيانوي(1981−2010) | البيانات المناخية لـشيانوي(1981−2010) | البيانات المناخية لـشيانوي(1981−2010) | البيانات المناخية لـشيانوي(1981−2010) | البيانات المناخية لـشيانوي(1981−2010) | البيانات المناخية لـشيانوي(1981−2010) | البيانات المناخية لـشيانوي(1981−2010) | البيانات المناخية لـشيانوي(1981−2010) | البيانات المناخية لـشيانوي(1981−2010) | البيانات المناخية لـشيانوي(1981−2010) | البيانات المناخية لـشيانوي(1981−2010) |
| الشهر                                     | يناير                                 | فبراير                                | مارس                                  | أبريل                                 | مايو                                  | يونيو                                 | يوليو                                 | أغسطس                                 | سبتمبر                                | أكتوبر                                | نوفمبر                                | ديسمبر                                | المعدل السنوي                         |
| ----------------------------------------- | ------------------------------------- | ------------------------------------- | ------------------------------------- | ------------------------------------- | ------------------------------------- | ------------------------------------- | ------------------------------------- | ------------------------------------- | ------------------------------------- | ------------------------------------- | ------------------------------------- | ------------------------------------- | ------------------------------------- |
| الدرجة القصوى °م (°ف)                     | 25.4 (77.7)                           | 28.2 (82.8)                           | 30.2 (86.4)                           | 32.5 (90.5)                           | 33.7 (92.7)                           | 33.9 (93.0)                           | 30.5 (86.9)                           | 30.2 (86.4)                           | 30.5 (86.9)                           | 27.1 (80.8)                           | 26.3 (79.3)                           | 25.2 (77.4)                           | 33.9 (93.0)                           |
| متوسط درجة الحرارة الكبرى °م (°ف)         | 13.3 (55.9)                           | 15.7 (60.3)                           | 20.1 (68.2)                           | 23.4 (74.1)                           | 24.2 (75.6)                           | 24.1 (75.4)                           | 24.7 (76.5)                           | 24.6 (76.3)                           | 22.4 (72.3)                           | 19.1 (66.4)                           | 16.4 (61.5)                           | 13.6 (56.5)                           | 20.1 (68.2)                           |
| المتوسط اليومي °م (°ف)                    | 6.0 (42.8)                            | 8.1 (46.6)                            | 11.9 (53.4)                           | 15.6 (60.1)                           | 17.7 (63.9)                           | 18.9 (66.0)                           | 19.6 (67.3)                           | 19.1 (66.4)                           | 16.9 (62.4)                           | 13.8 (56.8)                           | 10.0 (50.0)                           | 6.5 (43.7)                            | 13.7 (56.6)                           |
| متوسط درجة الحرارة الصغرى °م (°ف)         | 1.0 (33.8)                            | 2.9 (37.2)                            | 6.0 (42.8)                            | 9.7 (49.5)                            | 12.8 (55.0)                           | 15.2 (59.4)                           | 16.1 (61.0)                           | 15.4 (59.7)                           | 13.4 (56.1)                           | 10.5 (50.9)                           | 5.8 (42.4)                            | 1.7 (35.1)                            | 9.2 (48.6)                            |
| أدنى درجة حرارة °م (°ف)                   | −10.6 (12.9)                          | −6.3 (20.7)                           | −6.6 (20.1)                           | −1.9 (28.6)                           | 2.4 (36.3)                            | 7.1 (44.8)                            | 6.5 (43.7)                            | 7.0 (44.6)                            | 2.2 (36.0)                            | −0.7 (30.7)                           | −6.7 (19.9)                           | −11.6 (11.1)                          | −11.6 (11.1)                          |
| الهطول مم (إنش)                           | 15.2 (0.60)                           | 14.7 (0.58)                           | 20.4 (0.80)                           | 35.8 (1.41)                           | 104.5 (4.11)                          | 205.0 (8.07)                          | 185.9 (7.32)                          | 144.2 (5.68)                          | 125.9 (4.96)                          | 84.0 (3.31)                           | 27.4 (1.08)                           | 10.8 (0.43)                           | 973.8 (38.35)                         |
| متوسط الرطوبة النسبية (%)                 | 68                                    | 62                                    | 57                                    | 57                                    | 66                                    | 76                                    | 78                                    | 78                                    | 78                                    | 79                                    | 75                                    | 72                                    | 71                                    |
| المصدر: مركز خدمة بيانات علم الطقس الصيني |                                       |                                       |                                       |                                       |                                       |                                       |                                       |                                       |                                       |                                       |                                       |                                       |                                       |

## وصلات خارجية
- الموقع الرسمي لمدينة شيانوي